# Литвин Лука
Лука Литвин (нар. 22 жовтня 1851, Грузьке — ?) — лірник, сліпий на обидва ока від народження. Станом на 1903 рік був одруженим, мав двох доньок, окрім Грузького відвідував всі навколишні села, мав хату на орендованій у поміщиків землі, засоби до існування здобував лірництвом.
За інформацією Василя Доманицького, в архіві Київського губернського статистичного комітету на початку ХХ століття зберігалися фотографії його виступів.[джерело?]